# Gunnar Dahl-Olsen
Gunnar Dahl-Olsen, né le 12 janvier 1965, est un coureur cycliste féroïen.

## Biographie
Gunnar Dahl-Olsen compte de nombreux titres de champion des Îles Féroé de cyclisme à son palmarès. Il a également obtenu plusieurs médailles sur les Jeux des îles.

## Palmarès
- 1992
  - 2e du championnat des Îles Féroé du contre-la-montre
- 1995
  -  Médaillé d'argent de la course en ligne aux Jeux des îles
- 1996
  - 3e du championnat des Îles Féroé sur route
  - 3e du championnat des Îles Féroé du contre-la-montre
- 1997
  - 4e étape du Tour des Îles Féroé
  - 3e du Tour des Îles Féroé
  - 3e du championnat des Îles Féroé sur route
- 1998
  - 1re étape du Tour des Îles Féroé
  - 2e du Tour des Îles Féroé
  - 2e du championnat des Îles Féroé du contre-la-montre
  - 2e du championnat des Îles Féroé sur route
- 1999
  - 2e du championnat des Îles Féroé sur route
  - 2e du championnat des Îles Féroé du contre-la-montre
- 2000
  -  Champion des Îles Féroé sur route
  - 4e étape du Tour des Îles Féroé
  - 3e du Tour des Îles Féroé
  - 3e du championnat des Îles Féroé du contre-la-montre
- 2001
  -  Champion des Îles Féroé sur route
  -  Champion des Îles Féroé du contre-la-montre
  - 3e du Tour des Îles Féroé
- 2002
  -  Champion des Îles Féroé sur route
  -  Champion des Îles Féroé du contre-la-montre
- 2003
  -  Champion des Îles Féroé sur route
  -  Champion des Îles Féroé du contre-la-montre
  - 3e étape du Tour des Îles Féroé
  -  Médaillé de bronze de la course en ligne aux Jeux des îles
  - 3e du Tour des Îles Féroé
- 2004
  -  Champion des Îles Féroé sur route
  -  Champion des Îles Féroé du contre-la-montre
  - 1re étape du Tour des Îles Féroé
  - 2e du Tour des Îles Féroé
- 2005
  -  Champion des Îles Féroé sur route
  -  Champion des Îles Féroé du contre-la-montre
  - Prologue et 2e étape (contre-la-montre) du Tour des Îles Féroé
  - 2e du Tour des Îles Féroé
- 2006
  - 4e étape du Tour des Îles Féroé
  - 2e du Tour des Îles Féroé
- 2008
  -  Champion des Îles Féroé sur route
  - 3e du championnat des Îles Féroé du contre-la-montre
- 2009
  - 2e du championnat des Îles Féroé du contre-la-montre
  - 2e du championnat des Îles Féroé sur route
- 2010
  - 4e étape du Tour des Îles Féroé
- 2011
  -  Champion des Îles Féroé du contre-la-montre
  - 4e étape du Tour des Îles Féroé
  - 3e du Tour des Îles Féroé
- 2012
  - 2e du championnat des Îles Féroé sur route
  - 2e du championnat des Îles Féroé du contre-la-montre
  - 3e du Tour des Îles Féroé
- 2013
  -  Champion des Îles Féroé sur route
  - 2e du championnat des Îles Féroé du contre-la-montre
- 2014
  -  Champion des Îles Féroé sur route
  -  Champion des Îles Féroé du contre-la-montre
- 2015
  - 2e du championnat des Îles Féroé sur route
  - 2e du championnat des Îles Féroé du contre-la-montre
- 2016
  -  Champion des Îles Féroé sur route
  -  Champion des Îles Féroé du contre-la-montre
- 2017
  - 3e du championnat des Îles Féroé du contre-la-montre
- 2018
  - 3e du Tour des Îles Féroé
- 2022
  - 3e du Tour des Îles Féroé